# Sbouya
Sbouya  (in arabo اسبوية‎?) è un centro abitato e comune rurale del Marocco situato nella provincia di Sidi Ifni, regione di Guelmim-Oued Noun. Conta una popolazione di 3 944 abitanti (censimento 2014).